# Zawjazanci
Zawjazanci (ukr. Зав'язанці) – wieś na Ukrainie, w obwodzie lwowskim, w rejonie jaworowskim, w hromadzie Mościska. W 2001 roku liczyła 805 mieszkańców.
Do 1946 roku miejscowość nosiła nazwę Laszki Zawiązane (ukr. Ляшки-Зав'язані, Laszky-Zawjazani).
Wieś należała do starostwa przemyskiego w drugiej połowie XVI wieku, położone były na przełomie XVI i XVII wieku w ziemi przemyskiej województwa ruskiego. 
Według niektórych źródeł w XIX wieku istniał tam otoczony okopami obronny dwór, dwa folwarki, szkoła, kasa pożyczkowa i wiatrak. W 1878 roku rozkopano istniejący jeszcze wówczas kurhan a wydobyte przedmioty przekazano do muzeum Dzieduszyckich we Lwowie.
W 1872 urodziła się tutaj Felicja ze Szczepańskich 1v Fredrowa 2v Skarbkowa, hrabina, działaczka społeczna i charytatywna.
W 1884 urodził się tutaj Marian Kijowski, podpułkownik dyplomowany piechoty Wojska Polskiego.